# Хенријета (Северна Каролина)
Хенријета (енгл. Henrietta) насељено је место без административног статуса у америчкој савезној држави Северна Каролина.

## Демографија
По попису из 2010. године број становника је 461.
| Група             | 2000.    | 2010.       |
| Белци             | 0 (0,0%) | 334 (72,5%) |
| Афроамериканци    | 0 (0,0%) | 66 (14,3%)  |
| Азијати           | 0 (0,0%) | 2 (0,4%)    |
| Хиспаноамериканци | 0 (0,0%) | 50 (10,8%)  |
| Укупно            | 0        | 461         |